# Steinweg 20 (Quedlinburg)

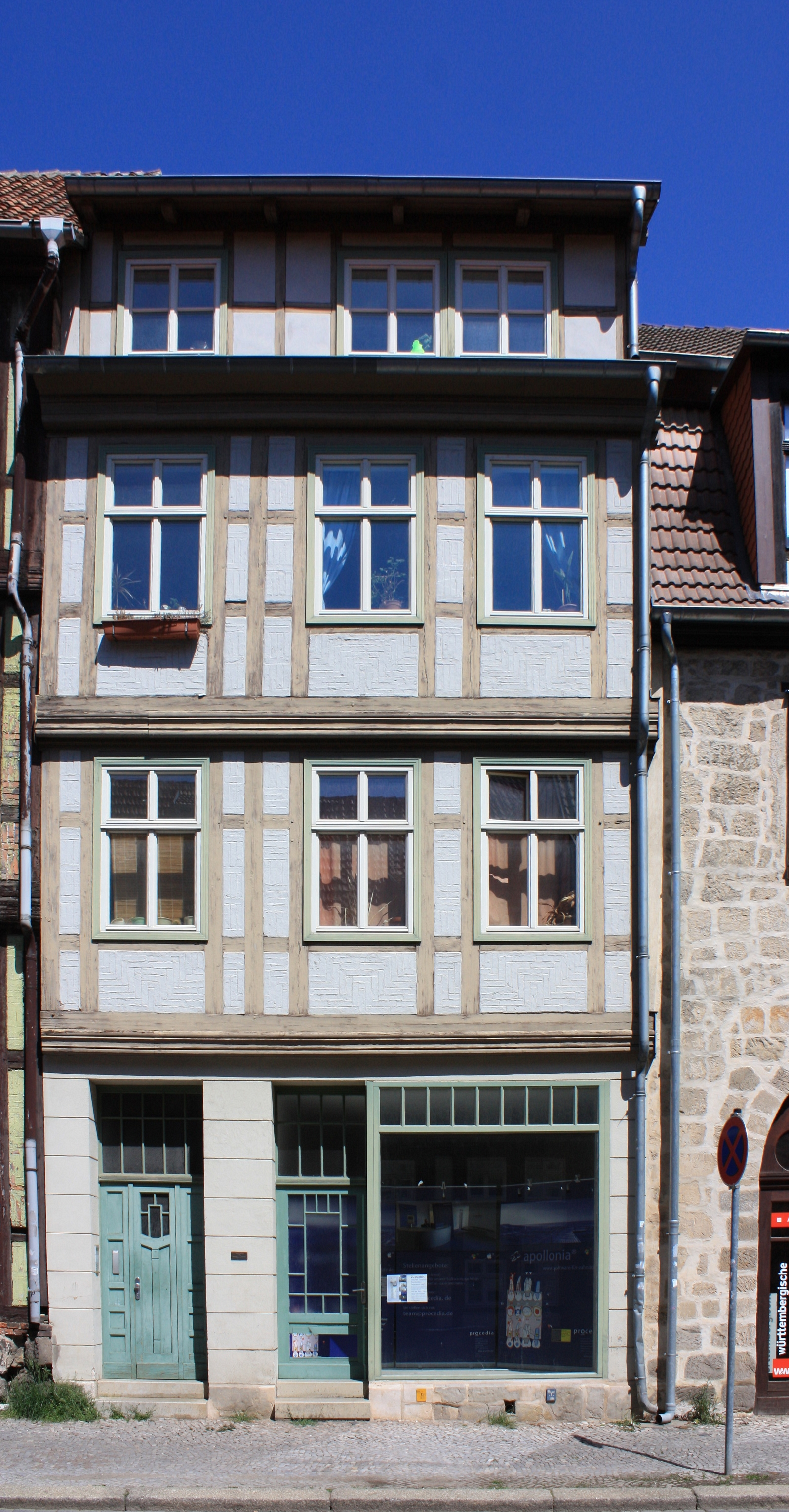
Haus Steinweg 20

Das Haus Steinweg 20 ist ein denkmalgeschütztes Gebäude in der Stadt Quedlinburg in Sachsen-Anhalt.

## Lage
Das im Quedlinburger Denkmalverzeichnis als Ackerbürgerhof eingetragene Gebäude befindet sich in der historischen Neustadt Quedlinburgs und gehört zum UNESCO-Weltkulturerbe. 

## Architektur und Geschichte
Das schmale barocke Fachwerkhaus entstand nach einer Bauinschrift im Jahr 1684. Eine andere Angabe vermutet die Zeit um 1740. Die ursprüngliche kleine Hofanlage ist jedoch nur in Teilen erhalten. Die Fassade des Hauses wird durch Profilbohlen gegliedert, die Gefache sind mit Zierausmauerungen versehen.
Im Inneren des Hauses befindet sich eine historische mit durchbrochenen Brettbalustern versehene Treppe. Im Erdgeschoss des Gebäudes wurde in späterer Zeit ein Ladengeschäft eingefügt.
Auf der Hofseite steht quer ein dreigeschossiger Fachwerkbau aus dem 18. Jahrhundert.